# Antillostenochrus cokendolpheri
Espèce
Antillostenochrus cokendolpheri est une espèce de schizomides de la famille des Hubbardiidae.

## Distribution
Cette espèce est endémique de la province de Guantánamo à Cuba,.

## Description
Les mâles mesurent de 4,0 à 5,0 mm et les femelles de 4,0 à 6,0 mm.

## Étymologie
Cette espèce est nommée en l'honneur de James Craig Cokendolpher.

## Publication originale
- Armas & Teruel, 2002 : Un género nuevo de Hubbardiidae (Arachnida: Schizomida) de las Antillas Mayores. Revista Ibérica de Aracnología, vol. 6, p. 45-52 (texte intgral).